# Cantaloop
Cantaloop är en sång av bandet Us3, den bygger på samplade loopar av Herbie Hancock's sång Cantaloupe Island. Den kom ut 1993 på Us3:s album Hand on the Torch, den sålde guld som singel.